# Anna Paulownabrug
De Anna Paulownabrug oftewel brug 136 is een verkeersbrug in Amsterdam-Zuid, gelegen in de Oranje Nassaulaan, en overspant de Willemsparkvijver aan de zuidwestkant van het Vondelpark. De brug kende tot april 2016 de officieuze namen Willemsparkbrug en Oranje Nassaubrug. In april 2018 werd de brug officieel vernoemd naar prinses Anna Paulowna. 
De brug zou vermoedelijk gebouwd worden door Bouwonderneming Willemspark, die rond 1902 ter plaatse een villawijk had gerealiseerd. In mei 1903 vroeg deze onderneming de gemeente om een kleine wijziging in het stratenplan en "dat haar bovendien worde toegestaan nog eene brug over een der vijvers van het Willemspark te bouwen". Na de oplevering zou de brug aan de gemeente overgedragen worden. Inlichtingen konden toen worden verkregen bij de afdeling bruggen. Hendrik Leguyt (1840-1907) was toen nog hoofd architectuur bij Publieke Werken. Men werkte daar als afdeling en het is niet bekend of Leguyt verantwoordelijk is voor deze brug. De aanbesteding werd pas in januari 1905 uitgeschreven, door de gemeente zelf.
Een aannemer zag kans de brug voor amper 17.000 gulden te bouwen. Qua ontwerp vormt de brug één geheel met de omliggende villa’s. In oktober 1904 vermeldt een aanbesteding voor benodigde materialen dat er in de brug circa 30 m³ graniet verwerkt zit. Het graniet is vooral te zien in de balusters en balustrades. 

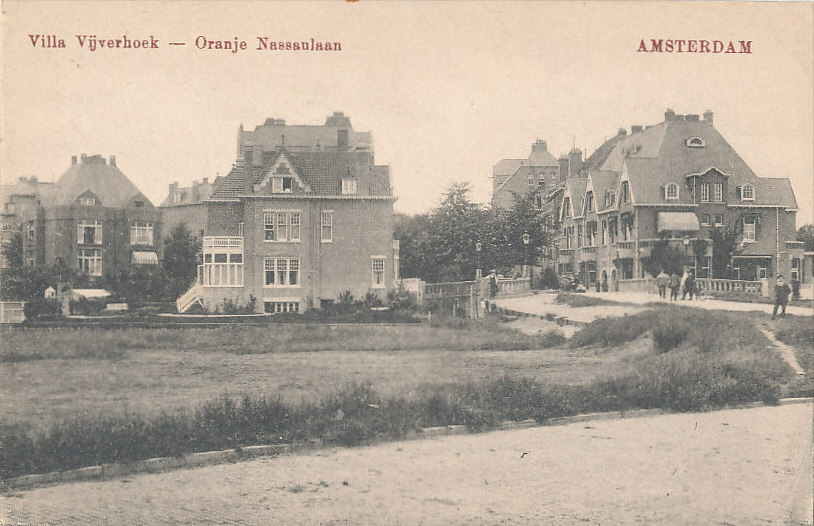
De brug na oplevering

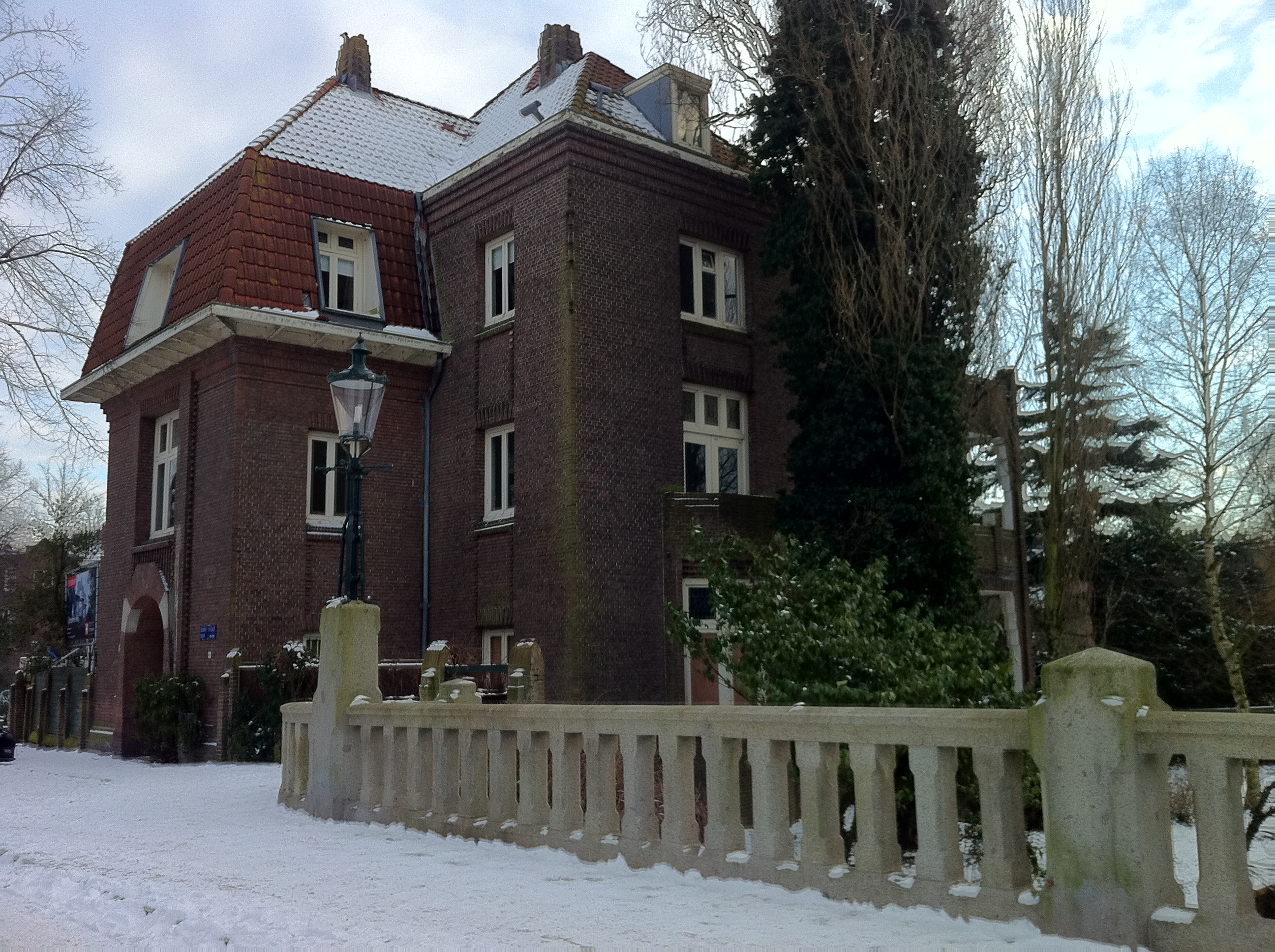
Brug 136, met veel graniet en lantaarns (2012)

<<< · 100 · 101 · 102 · 103 ·  105 · 106 · 107 · 108 · 109 ·  110 · 111 · 112 · 113 · 114 · 115 · 116 · 117 · 118 · 119 · 120 · 121 · 122 · 123 · 124 · 125 · 126 · 127 · 128 · 129 · 130 · 131 · 132 · 135 · 136 · 137 · 138 · 139 · 140 · 141 · 142 · 143 · 144 · 145 · 146 · 147 · 148 · 149 ·  150 · 151 · 152 · 155 · 156 · 159 · 160 · 161 · 162 · 163 · 164 · 165 · 166 · 167 · 168 · 169 ·  170 · 171 · 172 · 173 · 174 · 175 · 176 · 177 · 178 · 179 · 180 · 181 · 182 · 183 · 184 · 185 · 186 · 187 · 189 · 190 · 191 · 192 · 193 · 194 · 195 · 196 · 198 · 199 · >>>
Brugnummers 104, 133, 134, 153, 154, 157, 158, 188 en 197 zijn niet (meer) in gebruik.